# Хминяни
Хминяни або Хміняни (словац. Chmiňany) — село у Словаччині, Пряшівському окрузі Пряшівського краю. Розташоване у східній частині Словаччини, на Шариській височині у долині річці Свінка (Велика Свінка).
Вперше згадується в 1330 році.
У селі є римо-католицький костел з 14 століття у стилі готики, у 17 столітті перебудований в стилі ренесансу.

## Населення
| Рік:            | 1993 | 2003     | 2013     | 2023     |
| --------------- | ---- | -------- | -------- | -------- |
| Кількість осіб: | 616  | 767      | 908      | 1058     |
| Різниця:        |      | +24,51 % | +18,38 % | +16,51 % |

| Рік:            | 2022 | 2023    |
| --------------- | ---- | ------- |
| Кількість осіб: | 1037 | 1058    |
| Різниця:        |      | +2,02 % |

У селі проживає 874 осіб.
Національний склад населення (за даними останнього перепису населення — 2001 року):
- словаки — 89,93 %,
- цигани — 9,25 %.

Склад населення за приналежністю до релігії станом на 2001 рік:
- римо-католики — 80,82 %,
- протестанти — 8,30 %,
- греко-католики — 0,68 %,
- православні — 0,14 %,
- не вважають себе віруючими або не належать до жодної вищезгаданої церкви — 3,40 %.